# Power & the Glory
Power & the Glory è il quinto album dei Saxon, uscito nel 1983 per l'etichetta discografica Carrere Records.

## Il disco
È il primo disco in studio per Nigel Glockler, che aveva già debuttato nel tour di Denim and Leather e nella conseguente testimonianza dal vivo The Eagle Has Landed. Il produttore Jeff Glixman era così entusiasta del materiale proposto dal gruppo da spronarlo a suonare in sala prove nella maniera più prossima "al vivo" possibile e da insistere per suonare le tastiere (cosa fermamente rifiutata dal gruppo).
La fama del gruppo all'epoca era tale che venne anche invitato al Festival di Sanremo 1983, dove si esibì con la canzone Nightmare.

## Tracce
1. Power and the Glory – 5:57
2. Redline – 3:38
3. Warrior – 3:47
4. Nightmare – 4:25
5. This Town Rocks – 3:58
6. Watching the Sky – 3:43
7. Midas Touch – 4:13
8. The Eagle Has Landed – 6:56

Canzoni scritte dai Saxon.

## Formazione
- Biff Byford - voce
- Graham Oliver - chitarra
- Paul Quinn - chitarra
- Steve Dawson - basso
- Nigel Glockler - batteria